# Науковий центр гірничої геології, геоекології та розвитку інфраструктури НАН України
Науковий центр гірничої геології, геоекології та розвитку інфраструктури НАН України — наукова державна установа при президії НАН України. Веде свою історію від 1929 року, коли була створена науково-дослідна група тресту «Донвугілля».

## Історія
Після відкриття у 1932 р. в Ленінграді Центрального науково-дослідного маркшейдерського бюро (ЦНИМБ) ця група увійшла в його структуру як Харківська група ЦНДМБУ, а з 1944 р. — як Донецьке відділення ЦНДМБУ. В 1945 р. ЦНДМБ перетворено у Всесоюзний науково-дослідний маркшейдерський інститут (ВНДМІ), а Донецьке відділення ЦНДМБУ — в Український філіал ВНДМІ. З одержанням незалежності України Український філіал ВНДМІ (ВНДМІ) наказом Держвуглепрому України в грудні 1992 року перетворено на Український державний науково-дослідний і проектно-конструкторський інститут гірничої геології, геомеханіки і маркшейдерської справи НАН України. З 1996 року інститут мав подвійне підпорядкування — Міністерству вугільної промисловості України та НАН України. 1998 року УкрНДМІ увійшов до структури Національної академії наук України.
Інститут розташовувався в Донецьку. Після російської збройної агресії на сході України був переміщений до Павлограда Дніпропетровської області. 26 грудня 2018 року виведений зі складу Відділення наук про Землю у підпорядкування президії НАН України.

## Структура
В УкрНДМІ працює близько 180 чол. (1999), в структуру входять 15 наукових та технічних підрозділів.
Основні структурні підрозділи УкрНДМІ:
- лабораторії:
  - захисних пластів та управління станом гірського масиву
  - гірського тиску
  - геологічних досліджень
- відділи:
  - захисту будівель і споруд, охорони надр і зрушення земної поверхні
  - геолого-геофізичних досліджень
  - комп'ютерних технологій
  - електромагнітних методів досліджень

## Напрямки діяльності
Діяльність інституту розповсюджується на вугільну, гірничорудну, нафтову, газову, будівельну галузі промисловості.
Основні напрямки діяльності: маркшейдерія, гірнича геологія та геофізика, розробка спеціальної апаратури, технологій, пошук родовищ металів, нафти та газу, розробка заходів захисту підроблюваних об'єктів, вивчення напружено-деформаційного стану масиву та забезпечення стійкості підземних виробок, вивчення та прогноз гірничих ударів і газодинамічних явищ, геоекологічні дослідження, геоінформаційні технології. Здійснює пошук металічних, нафтових, газових родовищ. Зокрема УкрНДМІ розробляє геофізичні способи спостережень для прогнозу будови вугільних пластів; веде геолого-геофізичні дослідження щодо виявлення перспективних площ на золото, нафту, газ; веде розробку автоматичного робочого місця маркшейдера; створення електронних географічних і тематичних карт на основі геоінформаційних систем і технологій; розробляє унікальну вибухово-захищену шахтну геофізичну апаратуру та маркшейдерські прилади, займається дослідженням питань охорони, підтримання і розташування гірничих виробок; прогнозування і заходів по запобіганню гірничим ударам і раптовим викидам вугілля, породи, газу; проєктування і підтримання підземних опорних маркшейдерських мереж; комплексним вирішенням питань будівництва захисту будівель і споруд, у тому числі пам'ятників культури, в умовах осідання земної поверхні, а також в сейсмічно небезпечних зонах.
УкрНДМІ підтримує наукові зв'язки з багатьма регіонами СНД, співпрацює з науковими центрами Нідерландів, Німеччини, Великої Британії, Китаю.